# Temporada 1965-1966 del RCD Espanyol
Dades de la Temporada 1965-1966 del RCD Espanyol.

## Fets Destacats
- 31 d'agost de 1965: Amistós: Espanyol 2 - Fortuna 54 Geleen 1[5]
- 17 d'octubre de 1965: Lliga: Reial Madrid 0 - Espanyol 0[6]
- 24 de novembre de 1965: Copa de Fires: Espanyol 4 - Sporting de Lisboa 3, en el partit de tornada de l'eliminatòria, l'Espanyol aconseguí remuntar un partit que perdia per 0 a 3 al descans i així forçar un partit de desempat[7]
- 15 de desembre de 1965: Copa de Fires: Espanyol 2 - Sporting de Lisboa 1, en el partit de desempat[8]
- 16 de gener de 1966: Lliga: Sevilla FC 0 - Espanyol 2[9]
- 2 de març de 1966: Copa de Fires: Steagul Rosu Brasov 0 - Espanyol 1, en el partit de desempat a Brasov[10]

## Resultats i Classificació
- Lliga d'Espanya: Dotzena posició amb 24 punts (30 partits, 7 victòries, 10 empats, 13 derrotes, 31 gols a favor i 48 en contra).
- Copa d'Espanya: Eliminà el Celta de Vigo a setzens de final, però fou eliminat pel Reial Betis a vuitens de final.
- Copa de Fires: Eliminà l'Sporting de Lisboa a setzens de final després d'un partit de desempat, el Steagul Rosu Brasov a vuitens de final després d'un nou partit de desmpat, però fou eliminat pel FC Barcelona a quarts de final.

## Plantilla
| P   | Jugador                    | Lliga | Lliga | Copa d'Espanya | Copa d'Espanya | Copa de Fires | Copa de Fires |
| P   | Jugador                    | PJ    | G     | PJ             | G              | PJ            | G             |
| --- | -------------------------- | ----- | ----- | -------------- | -------------- | ------------- | ------------- |
| POR | Carmelo Cedrún             | 25    | -37   | 4              | -7             | 7             | -12           |
| POR | Rafael Piris               | 4     | -4    | -              | -              | 1             | -1            |
| POR | Joan Josep Bertomeu        | 3     | -7    | -              | -              | -             | -             |
| POR | José A. Pérez Boudón       | -     | -     | -              | -              | -             | -             |
| DEF | Julià Riera                | 29    | -     | 1              | -              | 7             | -             |
| DEF | José Mingorance            | 26    | 1     | 4              | -              | 8             | -             |
| DEF | Delfín Álvarez             | 22    | -     | -              | -              | 4             | -             |
| DEF | Ignacio Miguel Bergara     | 15    | 1     | 3              | -              | 3             | -             |
| DEF | Juan Manuel Tartilán       | 12    | -     | 3              | -              | 5             | -             |
| DEF | Jaume Sabaté               | 13    | -     | 2              | -              | 6             | -             |
| DEF | Josep Maria Rodri          | 4     | 1     | -              | -              | 3             | -             |
| DEF | János Kuszmann             | 2     | -     | -              | -              | -             | -             |
| DEF | Manuel Fernández Osorio    | 2     | -     | -              | -              | -             | -             |
| DEF | Antoni Barnils             | -     | -     | -              | -              | -             | -             |
| DEF | Lluís Navarro              | -     | -     | -              | -              | -             | -             |
| MIG | Carlos Ramírez             | 22    | 1     | 2              | -              | 5             | -             |
| MIG | Josep Sánchez Boy          | 13    | 1     | 1              | -              | 1             | -             |
| MIG | Rafael Granero             | 8     | -     | 3              | -              | 4             | -             |
| MIG | Joan Martínez Vilaseca     | 5     | -     | -              | -              | 2             | 1             |
| MIG | Ramón Díaz Ramoní          | 5     | -     | -              | -              | -             | -             |
| MIG | Ramon Aumedes              | 4     | 1     | -              | -              | -             | -             |
| MIG | Marcial Pina               | -     | -     | 1              | -              | -             | -             |
| DAV | José María Sánchez Rodilla | 26    | 7     | 4              | 1              | 5             | 4             |
| DAV | José María García Lavilla  | 25    | 3     | 4              | 1              | 8             | 2             |
| DAV | Alfredo Di Stefano         | 23    | 4     | 4              | 1              | 6             | -             |
| DAV | Carmelo Amas               | 23    | 7     | 3              | -              | 4             | 3             |
| DAV | Ramón Miralles             | 12    | 3     | 1              | -              | 3             | 2             |
| DAV | Manuel Idígoras            | 9     | 1     | -              | -              | 3             | -             |
| DAV | Cayetano Ré                | -     | -     | 4              | 2              | 3             | 1             |
| DAV | Laszlo Kaszas              | -     | -     | -              | -              | -             | -             |